# Liste der Monuments historiques in Sanxay
Die Liste der Monuments historiques in Sanxay führt die Monuments historiques in der französischen Gemeinde Sanxay auf.

## Liste der Bauwerke
| Bezeichnung                | Beschreibung                           | Standort             | Kennzeichnung | Schutzstatus | Datum | Bild           |
| -------------------------- | -------------------------------------- | -------------------- | ------------- | ------------ | ----- | -------------- |
| Château de Marconnay       | Schloss, erbaut ab dem 15. Jahrhundert | (Lage)               | PA00105717    | Classé       | 1929  | weitere Bilder |
| Ruinen von Sanxay          |                                        | (Lage)               | PA00105721    | Classé       | 1982  | weitere Bilder |
| Kirche St-Pierre           | Erbaut im 12./13. Jahrhundert          | (Lage)               | PA00105718    | Inscrit      | 1926  |                |
| Château de la Coincardière | Schloss, erbaut im 15. Jahrhundert     | (Lage)               | PA00105716    | Inscrit      | 1935  |                |
| Haus                       | Fenster, 15. Jahrhundert               | 15, Grand’Rue (Lage) | PA00105719    | Inscrit      | 1927  |                |
| Haus                       | Fenster, 15. Jahrhundert               | 16, Grand’Rue (Lage) | PA00105720    | Inscrit      | 1935  |                |

## Liste der Objekte
- Monuments historiques (Objekte) in Sanxay in der Base Palissy des französischen Kultusministeriums